# Stanislav Němec
Stanislav Němec (* 3. května 1964) je český zemědělský podnikatel, předseda Asociace soukromého zemědělství a politik, na přelomu 20. a 21. století poslanec Poslanecké sněmovny za ODS.

## Biografie
Pochází z rodiny soukromých sedláků. Jeho otec byl posledním ze soukromě hospodařících rolníků v regionu, než mu komunistický režim v roce 1958 konfiskoval jeho majetek. Stanislav Němec vystudoval Vysokou školu zemědělskou v Praze. V roce 1990 se zapojil do organizování soukromých zemědělců a založil Asociaci soukromého zemědělství, které od roku 1997 předsedal. V domovských Radonicích u Prahy provozuje rodinnou farmu a mlékárnu.
Ve volbách v roce 1998 byl zvolen do poslanecké sněmovny za ODS (volební obvod Středočeský kraj). Byl členem sněmovního zemědělského výboru. V parlamentu setrval do voleb v roce 2002.
V komunálních volbách roku 2006 a komunálních volbách roku 2010 byl zvolen do zastupitelstva obce Radonice za ODS. Profesně se uvádí jako soukromý zemědělec. Stal se starostou obce.